# Камнє (Шентруперт)
Камнє (словен. Kamnje) — поселення в общині Шентруперт, регіон Південно-Східна Словенія, Словенія.